# Nabiré
Nabiré (15. listopadu 1983, ZOO Dvůr Králové – 27. července, 2015 ZOO Dvůr Králové) byla samice nosorožce severního bílého.

## Život
Byla druhým nosorožcem severním bílým odchovaným v lidské péči. Celý život prožila v ZOO ve Dvoře Králové. Po transportu samic Nájin a Fatu a samců Sudána a Suniho v roce 2009 do keňské rezervace Ol Pejeta, byla poslední zástupce svého druhu v Evropě.
V roce 2009 ji lékaři při vyšetření našli cysty v děloze. Zemřela na prasklou patologickou cystu uvnitř těla. Po smrti ji byl odebrán levý vaječník a odvezen do specializované laboratoře v Itálii pro pozdější možné (teoretické) umělé oplodnění jiné samice.